# Angel Medina (historietista)
Angel Medina (25 de marzo de 1964) es un artista y dibujante de historietas; conocido por sus trabajos en Image Comics, First comics y Marvel Comics.

## Biografía
Desde muy pequeño le interesaron los cómics, particularmente la idea de dibujarlos. No es de extrañar entonces, que desde un principio, su meta profesional fuera incursionar al medio como dibujante profesional. Tras varios intentos en falso y varias colaboraciones en fanzine, finalmente logró obtener su primera oportunidad profesional en Marvel Comics, haciendo algunas historietas cortas para la serie Marvel Comics Presents. Posteriormente fue nombrado dibujante suplente de The Incredible Hulk, y algún tiempo más tarde entró como artista regular del mismo título durante 11 números, antes de que le fuera asignada otra serie regular: Warlock & The Infinity Watch.
Sin embargo, era bastante irregular en sus entregas, lo cual lo puso en conflicto con muchos editores, y terminó relegado solo a trabajos menores, como historias de relleno y colaboraciones esporádicas, cuando algún artista regular tomaba un descanso en las series regulares. Pese a que empezó a depurar su estilo y a ser más consistente con las fechas de entrega, pocos editores lo tomaban en cuenta, asumiendo erróneamente que seguía retrasándose crónicamente con las entregas.

## Image Comics organiza una búsqueda de talentos
Image Comics organizó una búsqueda generalizada de talentos, con la finalidad de dar oportunidades a artistas poco valorados, y la opción de integrarse a cualquiera de los 6 (seis) estudios de los fundadores de la editorial. Ángel Medina decidió hacer la prueba por este medio, y rápidamente llamó la atención de Todd McFarlane, quien lo invitó a integrarse a su equipo de creativos. Tras algunos trabajos menores, haciendo pin-up, arte promocional y colaboraciones en Spawn, finalmente Medina logró depurar aún más su estilo hacia lo que es el estilo general de Todd McFarlane Productions, sin perder su identidad gráfica particular.

## Kiss: Psycho Circus
Todd McFarlane le asigna la serie regular Kiss: Psycho Circus. El grupo Kiss estaba muy poco satisfecho, ya que el cómic que Marvel Comics les produjo, con todo y que involucro un crossover con los X-Men, resultó un trabajo de muy poca calidad. Sin embargo, ya que Todd McFarlane les había producido unas excelentes figuras de acción, se pudo concretar un nuevo cómic. Medina fue quien se dedicó a desarrollar todo el diseño visual de esta nueva serie, la cual se volvió un éxito de ventas, y el concepto agradó tanto a Kiss, que terminaron produciendo un nuevo disco basado directamente en los conceptos planteados en el cómic. Su estilo oscuro, pero muy dinámico en sus manejos de secuencias, así como la aplicación de texturas finas lineales, lo hicieron rápidamente un artista muy popular, de modo que su fama empezó a crecer casi a la par que la serie. Fue así como se volvió la elección obvia, cuando Todd McFarlane decidió lanzar la serie de Sam y Twitch.

## Sam y Twitch
Sam y Twitch una serie experimental de Todd McFarlane. En esta serie la historia estuvo a cargo de Brian Michael Bendis con la colaboración Ashley Wood un artista en artes gráficas, con movimiento expresionista y la elección obvia de Medina en la que empezó a practicar con nuevas técnicas que le permitieron mejorar aún más su narrativa secuencial, pues ya para entonces se le notaba cierto lastre de tanto trabajar con temas de tipo fantástico, en oposición de Sam y Twitch, cuya narrativa era una poco más realista que cualquier otro cómic.